# Houssein et Safia
Houssein et Safia (arabe : الحسين والصافية) est une série télévisée marocaine réalisée par Mohamed Abderrahman Tazi et diffusée du 3 mars au 28 avril 2011 sur la chaîne 2M.

## Synopsis
La série est une adaptation du téléfilm marocain Les Tourments de Houssein, diffusée en 2005, qui avait remporté un franc succès auprès des téléspectateurs. Tournée dans la région de Chefchaouen, la série Houssein et Safia raconte, sur un ton humoristique, les mésaventures d'un couple chamali, Houssein incarné par Rachid El Ouali, et Safia incarnée par Samia Akariou, dont la grossesse est presque à terme,.

## Distribution
- Rachid El Ouali : Houssein
- Samia Akariou : Safia
- Nora Skalli